# Savoniero
Savoniero (Savnéer in dialetto frignanese) è una frazione del comune di Palagano, in provincia di Modena.

## Storia
Il nome deriva probabilmente da un patronimico di origine romana: "Savonio" doveva essere il beneficiario di un lotto di terreno in seguito a qualche distribuzione agraria a veterani. Nella parte alta del paese, in territorio condiviso con Susano sono stati ritrovati numerosi reperti fittili e persino qualche moneta di età imperiale. 
Le prime notizie storiche risalgono all'XI secolo e alle dedizioni all'Abbazia di Frassinoro in cui Savoniero compare come corte attribuita dai Canossa ai possessi del nascente territorio abbaziale, e ai cui abati i capofamiglia di Savoniero giurano ripetutamente fedeltà nei due secoli di vita indipendente del piccolo stato frassinorese. Nel 1170 provenivano da Savoniero, oltreché da Vitriola le famiglie che l'abate invia a Montefiorino affinché vi abitassero nei pressi dell'erigenda rocca. Passata nel XIV secolo al dominio dei Montecuccoli feudatari del comune di Modena, segue le sorti del feudo di Rancidoro istituito in epoca estense per controllare il crinale tra Dragone e Rossenna in epoca moderna.
Territorio di scontro tra partigiani e fascisti durante l'ultima guerra, Savoniero fu anche sede del Quartier generale avanzato delle tre compagnie della divisione Göring che compirono l'eccidio della strage di monchio il 18 marzo 1944. Questa brutale rappresaglia nazista contro le formazioni partigiane attive sull'Appennino modenese vide la morte di 136 persone.
Tra le vittime era presente anche Adelmo Sassatelli, nato nel 1889 e residente a Savoniero. Agricoltore, era sposato con Filomena Libbra e insieme avevano cinque figlie: Iolanda, Rina, Giulia, Fernanda e Lina. Il 18 marzo 1944, Adelmo Sassatelli fu prelevato dai tedeschi e ucciso il giorno seguente nei pressi della Rocca di Montefiorino, dopo aver trasportato un carico di munizioni. In ricordo di questa tragedia e di Adelmo Sassatelli, il 16 marzo 2014 è stato posto un cippo con una lapide commemorativa a Savoniero.

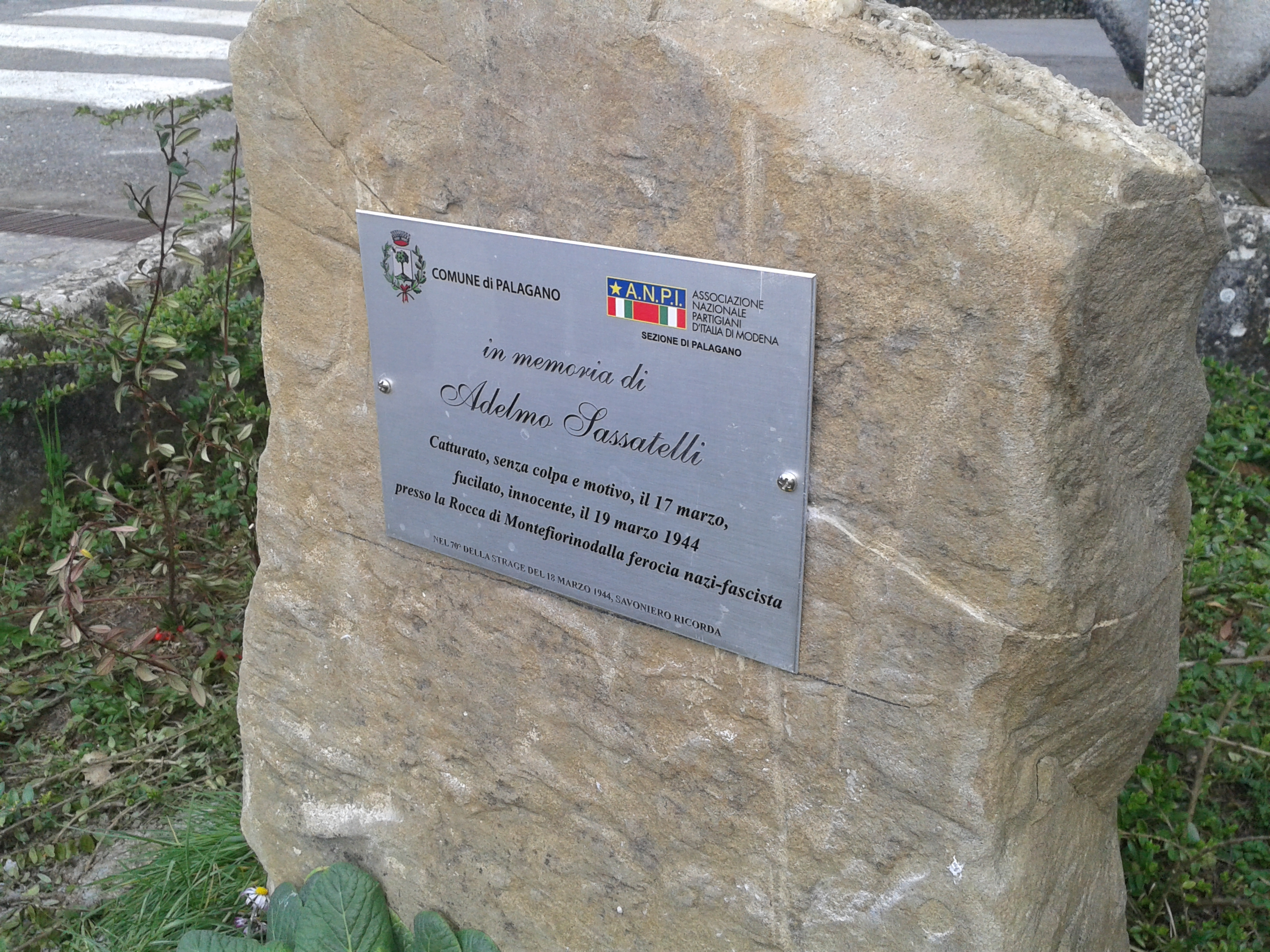
Lapide in ricordo di Adelmo Sassatelli, posta il 16 marzo 2014 a Savoniero, in occasione delle celebrazioni per il settantesimo anniversario della strage"

Dopo la guerra fu parroco a Savoniero per 34 anni don Sante Bartolai.

## Geografia fisica
Distrutto ripetutamente da gravi frane, Savoniero poggia quasi interamente su di un lungo pendio franoso che partendo dalla sommità di crinale appoggia il suo piede sul torrente Dragone. L'ultimo sconvolgimento risale al 1652, ma la frana è ancora attiva come dimostra il fatto che il ponte lungo la Strada Provinciale 28 Montefiorino-Lama è adagiato su rulli appoggiati sulla spalla costruita sul lato savonierese.
Tradizionalmente il territorio della frazione di Savoniero, che coincide con quello della sua parrocchia, non raggiunge il crinale
(in dialetto frignanese)

## Curiosità
Il ponte sul Dragone che divide Savoniero da Vitriola e il territorio comunale di Palagano da quello di Montefiorino è curiosamente costruito con due tecniche completamente diverse. Dal lato sinistro del torrente si staccano infatti tre grandi arcate in pietra, da quello destro, invece, tre campate in cemento armato che si congiungono a metà. Questo perché il ponte, costruito in pietra negli anni '30, fu fatto saltare dai partigiani minando le tre arcate più lontane, sul lato palaganese, nel momento del crollo della repubblica di Montefiorino e ricostruito dopo la guerra solo nella sezione distrutta.